# José Luís de Almeida Couto
José Luís de Almeida Couto (Salvador, 28 de outubro de 1833 — 8 de outubro de 1895) foi um político brasileiro.

## Vida
Foi presidente das províncias de São Paulo, de 9 de agosto de 1884 a 19 de maio de 1885, e da Bahia por duas vezes, de 1 de junho a 29 de agosto de 1885 e de 14 de junho a 14 de novembro de 1889.